# Gegenwartsliteratur
Gegenwartsliteratur ist ein uneinheitlicher Begriff, der in der Literaturwissenschaft und der Literaturkritik verwendet wird. Er bezeichnet die Gesamtheit der zum jeweiligen Zeitpunkt auf dem Markt angebotenen, zeitgenössischen Belletristik und Lyrik, aber auch zeitgenössische Theaterdramen oder andere Veröffentlichungen (wie Essays oder Poetikvorlesungen) lebender Autoren. Dabei kann der Begriff Gegenwartsliteratur sowohl die Literaturproduktion, -publikation (Verlage, Zeitschriften, Websites, Lesungen, Theateraufführungen) als auch -kritik und -rezeption beschreiben.

## Begriff
In der deutschsprachigen Literaturwissenschaft und im Zeitungsfeuilleton wird mit dem Begriff mitunter die deutschsprachige Literatur nach 1945 bezeichnet; zunehmend aber auch die deutschsprachige Literatur nach 1989, also dem Mauerfall. Die zeitliche Abgrenzung des Begriffs ist somit ebenso uneinheitlich wie das Gebiet literarischen Schaffens, das er beschreibt.
Gegenwartsliteratur ist insofern ein chronographischer, diskursiver Begriff, der den Zustand der literarischen Landschaft der Jetztzeit (vgl. den Begriff „literarisches Leben“) beschreibt. Dabei befasst sich Gegenwartsliteratur nicht automatisch mit aktuellen politischen oder gesellschaftlichen Themen bzw. spielen die Handlungen fiktiver Literatur nicht automatisch in der Gegenwart.

## Institutionen
Das Kritische Lexikon zur deutschsprachigen Gegenwartsliteratur (KLG) versammelt als erweiterbare Loseblattsammlung Informationen über Leben und Werk von rund 700 Autoren der deutschsprachigen Literatur nach 1945, während das Kritische Lexikon zur fremdsprachigen Gegenwartsliteratur (KLfG) die gleiche Funktion für bedeutende nicht-deutschsprachige Autoren ausführt. Die Website Litrix.de fördert (unterstützt von der [Kulturstiftung des Bundes] und dem Goethe-Institut) Übersetzungen deutscher Gegenwartsliteratur in andere Sprachen. Die Website Poetenladen widmet sich seit 2005 ausschließlich Kritiken, Rezensionen, Essays und Primärtexten junger und bereits arrivierter Schriftsteller der Gegenwart. Auch Literatur-Zeitschriften wie Volltext, Schreibkraft, Edit oder Bella triste versuchen, deutschsprachige Gegenwartsliteratur einem breiten Publikum zugänglich zu machen, desgleichen spezialisieren sich zunehmend – vor allem jüngere – Verlage (wie beispielsweise Blumenbar) auf den Vertrieb von Gegenwartsliteratur.

## Deutschsprachige Gegenwartsliteratur
In Deutschland entzündeten sich die großen Literaturdebatten bis in die jüngste Vergangenheit immer noch an Autoren der Gruppe 47 (Günter Grass, Martin Walser). Die nachfolgende Generation der „78er“ (Matthias Politycki) konnte sich nur sporadisch Gehör verschaffen. Nach der sogenannten „Popliteratur“ (Christian Kracht u. a.) und dem sogenannten „Fräuleinwunder“ (Judith Hermann u. a.) gerieten in den letzten Jahren auch die sogenannte „Wendeliteratur“ und die performativen Formen des Literarischen (Poetry Slam, Lesebühnen) ins Blickfeld. Siehe hierzu auch den detaillierten Abschnitt Deutschsprachige Literatur der Gegenwart.